# Ascorhynchus crenatus
Ascorhynchus crenatus là một loài nhện biển trong họ Ascorhynchidae. Loài này thuộc chi Ascorhynchus. Ascorhynchus crenatus được miêu tả khoa học năm 1992 bởi Child.